# مینامی، توکوشیما
می‌نامی، توکوشیما (به لاتین: Minami, Tokushima) یک منطقهٔ مسکونی در ژاپن است که در استان توکوشیما واقع شده‌است. می‌نامی  ۷٬۷۷۱ نفر جمعیت دارد.

## خواهرخوانده
شهر کنز (استرالیا) خواهرخواندهٔ مینامی، توکوشیما هست.